# Hochschule Geisenheim

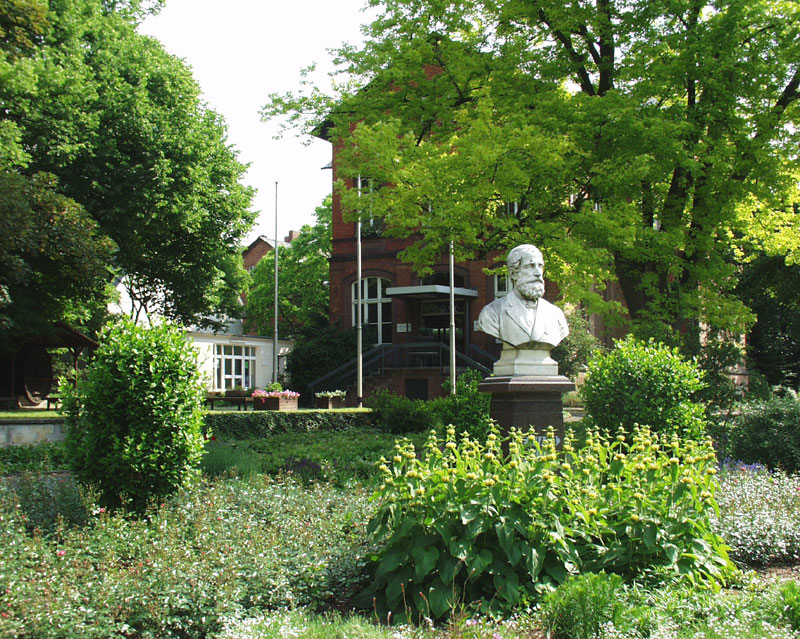
Campus Geisenheim

Die Hochschule Geisenheim University (Abkürzung: HGU, auch: Hochschule Geisenheim, so auch der Name im Hessischen Hochschulgesetz § 4 Abs. 4) ist eine staatliche Hochschule des Landes Hessen mit Sitz in Geisenheim im Rheingau. Sie wurde zum 1. Januar 2013 als Hochschule neuen Typs nach Empfehlungen des Wissenschaftsrats gegründet. Vorgängereinrichtungen waren der Fachbereich Geisenheim der Hochschule RheinMain und die Forschungsanstalt Geisenheim, die zur neuen Hochschule Geisenheim zusammengefasst wurden. Diese hat gut 1.800 Studierende (Stand WS 2021/22) in acht Bachelor- und zehn Masterstudiengängen.

## Vorgeschichte und Gründung
1872 wurde durch die Bemühungen Heinrich Eduard von Lades die Königliche Lehranstalt für Obst- und Weinbau zu Geisenheim gegründet. Dort waren bis 1971 Lehre und Forschung in diesen Bereichen vereint. 1971 wurden Forschung und Ausbildung institutionell getrennt und der Ausbildungsbereich mit seinen Studiengängen der neu gegründeten Fachhochschule Wiesbaden (heute: Hochschule RheinMain) zugeordnet.
Am Lehr- und Studienort Geisenheim gab es somit bis zum 31. Dezember 2012 die Forschungsanstalt Geisenheim und den Fachbereich Geisenheim der Hochschule RheinMain. Nachdem das Land Rheinland-Pfalz einen seit 1987 bestehenden Staatsvertrag zur gemeinsamen Finanzierung der Forschungsanstalt Geisenheim beim Land Hessen aufkündigte, wurde in den zuständigen Ministerien eine Lösung für den Standort Geisenheim diskutiert. Im Dezember 2011 wurde bekannt gegeben, dass beide Institutionen gemäß den Empfehlungen des Wissenschaftsrats zu einer „Hochschule neuen Typs“ fusionieren sollen. Im Sommer 2012 wurden die rechtlichen Voraussetzungen durch Landesregierung und Parlament in Hessen geschaffen und das Hessische Hochschulgesetz entsprechend geändert. Mit dem 1. Januar 2013 wurde die Hochschule Geisenheim als 13. Hochschule des Landes Hessen formell gegründet. Am 9. Juli 2013 wählte die Wahlversammlung der Hochschule Hans Reiner Schultz im dritten Wahlgang für eine Amtszeit von sechs Jahren zum Präsidenten. 2019 wurde er vom erweiterten Senat für eine zweite Amtszeit berufen.

## „Hochschule neuen Typs“
Bei der Frage nach dem zukünftigen Hochschultyp für die neu geplante Hochschule Geisenheim entschied sich das Land Hessen für eine neue Lösung. Im November 2010 gab der Wissenschaftsrat einen Bericht mit „Empfehlungen zur Differenzierung der Hochschulen“ in Deutschland heraus. Der Wissenschaftsrat forderte dort die Aufweichung der bis dahin praktizierten strengen Kategorisierung in die beiden Hochschultypen Universitäten und Fachhochschulen und mehr innovative Zwischenlösungen, die mittlerweile mit dem Sammelbegriff der „Hochschule neuen Typs“ bezeichnet werden.
Das Land Hessen griff 2011 diese Anregung des Wissenschaftsrats für die neuzugründende Hochschule Geisenheim auf. Eine Kommission des Wissenschaftsrats besuchte im Juni 2012 für zwei Tage den Standort Geisenheim und begutachtete die dortige Infrastruktur sowie die Bereiche Lehre und Forschung. Es folgte im Dezember 2012 ein Ergebnisbericht und eine Bewertung des hessischen Hochschulprojekts durch den Wissenschaftsrat. Prinzipiell wurde der Lehr- und Studienort Geisenheim die Eignung als Hochschule neuen Typs sowie beispielsweise auch die generelle Promotionsfähigkeit an der zukünftigen Hochschule Geisenheim bescheinigt.
Der zukünftigen Hochschule Geisenheim wurde explizit eine Mischung aus qualitativ hochwertiger Forschung seitens der Forschungsanstalt Geisenheim und ein dazu adäquates Studienangebot seitens des Fachbereichs Geisenheim der Hochschule RheinMain bescheinigt. Diese sieht der Wissenschaftsrat als Alleinstellungsmerkmal im Bereich der Sonderkulturen des Wein- und Gartenbaus sowie der Getränketechnologie und der Landschaftsarchitektur.
Als Hochschule bietet die Institution deshalb Bachelor- und Masterstudiengänge in diesen Bereichen an. Begleitend wird dazu an der Hochschule neuen Typs sowohl anwendungsbezogene als auch Grundlagenforschung betrieben.
Die Promotionsfähigkeit war für die ersten fünf Jahre an die Kooperation mit einer Universität gekoppelt (kooperatives Promotionsrecht) und wurde danach evaluiert. Mittlerweile regelt § 4 Abs. 4 des Hessischen Hochschulgesetzes, dass die Hochschule Geisenheim das kooperative Promotionsrecht besitzt (siehe auch § 1 Abs. 2 der Promotionsordnung der Hochschule Geisenheim).
Am 14. Mai 2013 wurde die Hochschule Geisenheim als 268. Mitgliedshochschule in die Hochschulrektorenkonferenz aufgenommen.
Sie wird dort als „Sonstige Hochschule“ geführt.

## Studienangebot
Die Hochschule Geisenheim bietet derzeit acht Bachelor- und zehn Masterstudiengänge an, weitere Studiengänge sind in Planung.
In den Studienbereichen Weinbau und Oenologie sowie Weinwirtschaft werden die Bachelorstudiengänge „Weinbau und Oenologie“ sowie „Internationale Weinwirtschaft“ mit dem Abschluss eines Bachelor of Science angeboten und darauf aufbauend die Masterstudiengänge „Oenologie“, „Weinwirtschaft“, „Weinbau, Önologie und Weinwirtschaft“ und die international ausgerichteten Studiengänge „VITIS-VINUM“ sowie „Vinifera EuroMaster“, alle mit dem akademischen Abschluss als Master of Science. Zusätzlich bietet die Hochschule Geisenheim den berufsbegleitenden Fernstudiengang „Management in der Weinwirtschaft“ (Master of Business Administration) an. Parallel zu dem Bachelorstudiengang „Internationale Weinwirtschaft“ wird ein gleichartiger Studiengang unter dem Namen „International Wine Business“ in englischer Sprache angeboten.
Im Studienbereich Getränketechnologie und Lebensmittelsicherheit gibt es den Bachelor- und Masterstudiengang „Getränketechnologie“ (Bachelor of Science und Master of Science) sowie den Bachelorstudiengang „Lebensmittelsicherheit“ (Bachelor of Science), den dualen Bachelorstudiengang „Lebensmittelsicherheit“ und den Masterstudiengang „Lebensmittelsicherheit“ (Master of Science).
Die Hochschule Geisenheim bietet zudem einen sechssemestrigen Studiengang „Lebensmittellogistik und -management“ (zuvor: „Logistik und Management Frischprodukte“) als Bachelor of Science an. Dazu kommt der siebensemestrige Bachelor-Studiengang „Gartenbau“ (Bachelor of Science) sowie ein viersemestriger Masterstudiengang „Spezielle Pflanzen- und Gartenbauwissenschaften“ (Master of Science).
Im Studienbereich Landschaftsarchitektur bietet die Hochschule Geisenheim einen Bachelorstudiengang „Landschaftsarchitektur“ mit dem Abschluss eines Bachelor of Engineering in einer sechs- und siebensemestrigen sowie einer dualen Variante an. Dazu gibt es in diesem Studienbereich noch einen viersemestrigen Masterstudiengang „Landschaftsarchitektur und Landschaftsplanung“ (Master of Science). In Kooperation mit der Hochschule RheinMain und der Frankfurt University of Applied Sciences wird zudem der Masterstudiengang „UMSB – Umweltmanagement und Stadtplanung in Ballungsräumen“ (Master of Engineering) angeboten. Im Rahmen der Bachelorstudiengänge Gartenbau und Landschaftsarchitektur besteht die Möglichkeit einer Spezialisierung im Berufsfeld Berufsschullehrer bzw. -lehrerin.
Im Bereich der Masterstudiengänge gibt es eine europaweite Kooperation bei dem gemeinsamen Masterstudiengang Vinifera EuroMaster. Hier kooperiert die Hochschule Geisenheim mit der École Nationale Supérieure d'Agronomie in Montpellier, der Universidade Técnica de Lisboa in Lissabon, der Universidad Politécnica de Madrid in Madrid sowie in Italien mit der Università degli Studi di Torino in Turin und der Università degli Studi di Udine in Udine. Dazu gibt es auch weitere kooperative Studiengänge mit weinbaulichen und getränketechnologischen Studieninhalten mit der Justus-Liebig-Universität in Gießen sowie mit der Universität für Bodenkultur Wien. Im Bereich der Spezialisierung zum Berufsschullehrer bzw. -lehrerin für den Ausbildungsberuf Gärtner gibt es eine Zusammenarbeit mit der Technischen Universität Darmstadt im Rahmen eines konsekutiven Masterstudiengangs (Aufbaustudiengang Master of Education) dort. Weitere gemeinsame Studiengänge im Bachelor- und Masterbereich gibt es mit der Hochschule RheinMain, der Frankfurt University of Applied Sciences und der Hochschule Fresenius.

## Forschungscampus
Die Forschungseinrichtungen und -projekte der Forschungsanstalt Geisenheim werden von der Hochschule Geisenheim weitergeführt und verstärkt mit den Studienbereichen und -programmen verknüpft. Die Hochschule Geisenheim teilt sich dazu organisatorisch in zwei Bereiche auf: das Studienzentrum und die fünf Forschungsschwerpunkte „Nachhaltigkeit und Anbausysteme“, „Qualität, Vermarktung und Bioökonomie“, „Kulturlandschaft und urbane Räume“, „Klimawandel, Stoffkreisläufe und Ökobilanzen“ sowie „Digitalisierung und Modellierungen“ mit 20 Instituten. Die Leitung und Koordination beider Schwerpunkte unterstehen einer jeweiligen Vizepräsidentschaft Forschung und Lehre.
Beispielhaft für die an der Hochschule Geisenheim betriebene Grundlagenforschung sei hier das einzige FACE-Projekt für Sonderkulturen zu nennen, das seit 2009 betrieben wird. Zusammen mit den Verbundpartnern Justus-Liebig-Universität Gießen, Philipps-Universität Marburg und dem Max Planck-Institut für terrestrische Mikrobiologie wird das Projekt ab 2013 mit insgesamt 4,5 Millionen Euro im Rahmen des hessischen Forschungsförderungsprogramms LOEWE weiter gefördert und ausgebaut.

## Bekannte Dozenten und Absolventen
- Monika Christmann (* 1959), Getränketechnologin und Önologin
- Peter G. Fuchß (* 1946), Agrarwissenschaftler und Ministerialdirigent i. R.
- Eckhard Jedicke (* 1962), Geograph und Landschaftsplaner; Landschaftsökologie, Naturschutz und Landschaftsplanung
- Claudia Kammann, Biologin und Klimaforscherin; Klimafolgenforschung an Sonderkulturen im Garten- und Weinbau
- Andreas Lukas (* 1984), Jurist; Umwelt- und Planungsrecht
- Annette Reineke (* 1968), Vizepräsidentin der Hochschule und Professorin für Phytomedizin
- Hans Reiner Schultz (* 1959), Präsident der Hochschule sowie Pflanzenbauwissenschaftler und Klimafolgenforscher im Weinbau
- Erik Schweickert (* 1972), Önologe, Dozent für Internationale Weinwirtschaft